# 빅터 보니페이스
빅터 오코 보니페이스(영어: Victor Okoh Boniface, 2000년 12월 23일 ~ )는 나이지리아의 축구 선수이다. 그의 포지션은 공격수로, 현재 독일 분데스리가의 바이어 레버쿠젠에서 활약하고 있다.

## 구단 경력

### 보되/글림트
2019년 3월 4일, 보니페이스는 레알 사파이어에서 보되/글림트로 이적했다. 그는 글림트와 계약한 지 2주 만에 십자인대 부상을 당했는데, 이로 인해 2019 시즌 내내 출전하지 못할 것으로 전망됐다. 보니페이스는 2019년 아프리카 U-20 네이션스컵 출전을 위해 나이지리아 U-20 대표팀에 발탁됐지만 부상으로 대표팀에서 하차해야 했다. 2019년 9월, 그럼에도 불구하고 그는 부상에서 회복하여 리그 데뷔전을 치렀다.

### 위니옹 SG
2022년 8월 8일, 보니페이스는 벨기에의 위니옹 생질루아즈와 4년 계약을 맺고 이적했다. 위니옹은 2022-23년 UEFA 유로파리그에서 8강에 올랐고, 보니페이스는 대회에서 6골을 넣으며 마커스 래시퍼드와 함께 공동 득점왕에 올랐다.

### 바이어 레버쿠젠
2023년 7월 22일, 보니페이스는 분데스리가의 바이어 레버쿠젠과 2028년까지 계약을 맺고 이적했으며, 등번호 22번을 배정받았다. 8월 19일, 그는 3-2로 이긴 RB 라이프치히와의 홈경기에서 분데스리가 데뷔전을 치렀다. 그 다음주인 8월 26일, 그는 3-0으로 이긴 보루시아 묀헨글라트바흐와의 보루시아 파르크에서 열린 원정 더비 경기에서 멀티골을 넣으며 분데스리가 데뷔골을 기록했다.

## 국가대표팀 경력
2023년 9월 10일, 보니페이스는 6-0으로 이긴 상투메 프린시페와의 2023년 아프리카 네이션스컵 예선 경기에서 64분에 타이워 아워니이와 교체 투입되어 나이지리아 성인 대표팀 데뷔전을 치렀으며, 새뮤얼 추쿠에제의 골을 도왔다.

## 수상 내역
보되/글림트
- 엘리테세리엔: 2020, 2021

개인
- UEFA 유로파리그 득점왕: 2022–23[11]
- UEFA 유로파리그 올해의 팀: 2022–23[12]
- 분데스리가 이달의 신인: 2023년 8월[13]
- 분데스리가 이달의 선수: 2023년 8월[14]